# Treron curvirostra
El vinago piquigrueso o vinago de pico grueso (Treron curvirostra) es una especie de ave columbiforme de la familia de las palomas (Columbidae). Es nativa del Sudeste asiático, habita desde Indonesia a China y de Filipinas a Bangla Desh.

## Subespecies
Se conocen nueve subespecies de Treron curvirostra:
- Treron curvirostra curvirostra (Gmelin, 1789)
- Treron curvirostra erimacrus Oberholser, 1924
- Treron curvirostra hainanus Hartert & Goodson, 1918
- Treron curvirostra haliplous Oberholser, 1912
- Treron curvirostra hypothapsinus Oberholser, 1912
- Treron curvirostra nasica Schlegel, 1863
- Treron curvirostra nipalensis (Hodgson, 1836)
- Treron curvirostra pegus Oberholser, 1912
- Treron curvirostra smicrus Oberholser, 1912